# Spot (Roboter)

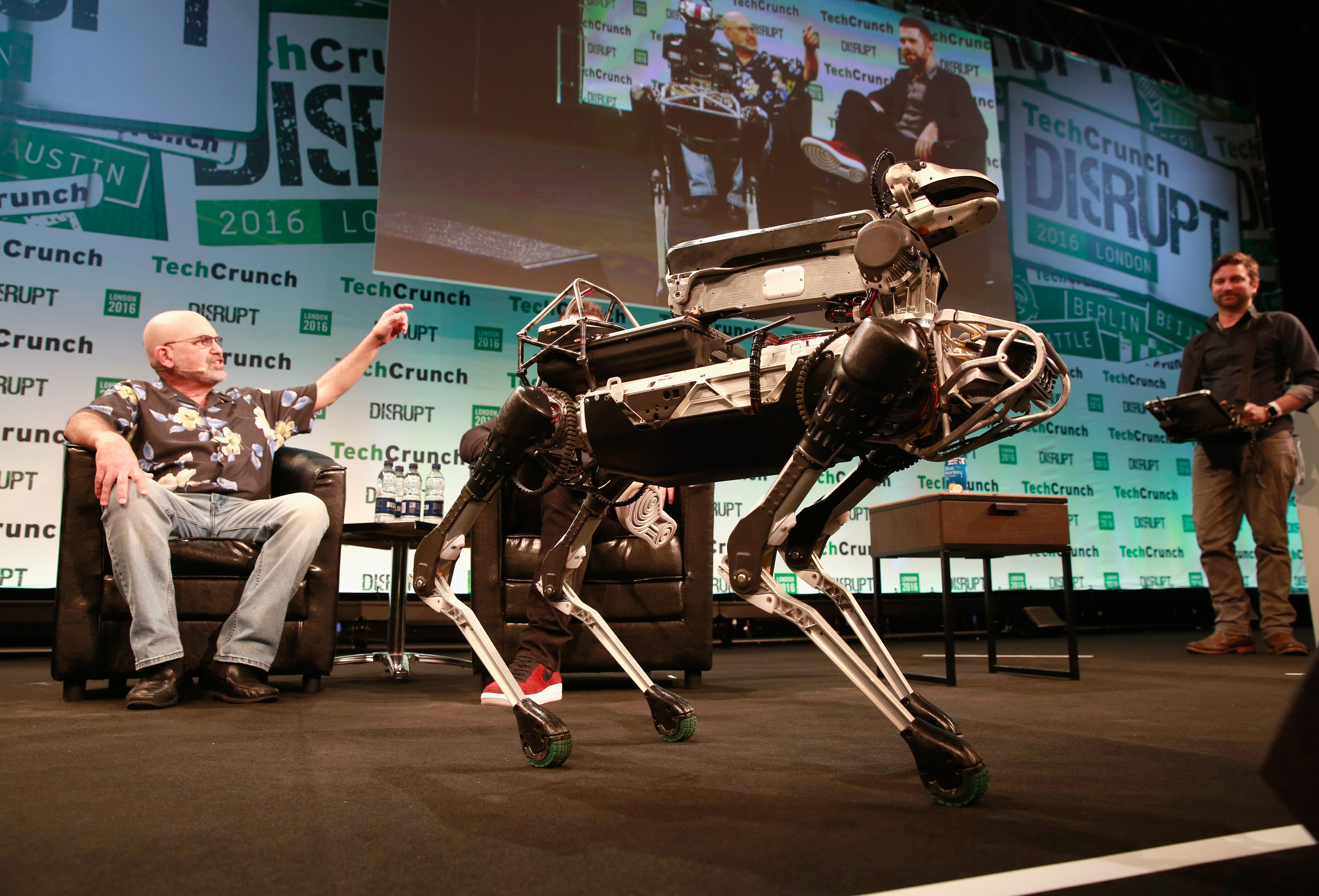
Spot auf der TechCrunch Disrupt London 2016

Spot ist ein von Boston Dynamics entwickelter hundeähnlicher Laufroboter.

## Spot
Spot wurde 2015 der Öffentlichkeit vorgestellt. Der etwa 73 Kilogramm schwere, mit Elektromotoren angetriebene vierbeinige Roboter bewältigt unwegsames Gelände ebenso wie Treppen.

## SpotMini
Am 23. Juni 2016 präsentierte Boston Dynamics eine kleinere Version des hundeähnlichen Roboters namens SpotMini. Bei einem Gewicht von 25 kg und einer Körperhöhe von 84 cm kann er eine Geschwindigkeit von 5,8 km/h erreichen.

## Markteinführung
2018 kündigte Boston Dynamics an, den Roboter künftig als Produkt zum Kauf anzubieten. Zu den Einsatzmöglichkeiten gehören zum Beispiel Paketzustellung, Vermessungsarbeiten und Objektüberwachung. Der Roboter kann über ein Gaming Tablet gesteuert werden.
Am 24. September 2019 wurde schließlich die Markteinführung bekannt gegeben. Der Roboter, der wieder als „Spot“ (statt „SpotMini“) vermarktet wird, konnte zunächst nur gemietet werden. In verschiedenen Konfigurationen, zum Beispiel mit einem Greifarm, kann Spot zu unterschiedlichen Zwecken eingesetzt werden.